# Brimfield (Illinois)
Brimfield is een plaats (village) in de Amerikaanse staat Illinois, en valt bestuurlijk gezien onder Peoria County.

## Demografie
Bij de volkstelling in 2000 werd het aantal inwoners vastgesteld op 933.
In 2006 is het aantal inwoners door het United States Census Bureau geschat op 900, een daling van 33 (-3,5%).

## Geografie
Volgens het United States Census Bureau beslaat de plaats een oppervlakte van
2,0 km².
Brimfield grenst in het zuiden aan Interstate Highway 74 en een paar kilometer oostwaarts ligt het Jubilee College State Park.

## Plaatsen in de nabije omgeving
De onderstaande figuur toont nabijgelegen plaatsen in een straal van 20 km rond Brimfield.